# Woldegk
Woldegk è una città del Meclemburgo-Pomerania Anteriore, in Germania.
Appartiene al circondario della Seenplatte del Meclemburgo ed è parte della comunità amministrativa (Amt) di Woldegk del quale è capoluogo.

## Storia
Il 1º gennaio 2015 venne aggregato alla città di Woldegk il soppresso comune di Mildenitz.